# 北川駅
北川駅（きたがわえき）は、宮崎県延岡市北川町川内名字小畑にある、九州旅客鉄道（JR九州）日豊本線の駅である。

## 歴史
周辺住民の陳情により、用地買収と土地造成を地元で行うならという条件で設置された駅である。周辺住民により奉仕隊が組まれ、駅の建設工事を行った。

### 年表
- 1949年（昭和24年）5月1日：運輸省が開設[1]。
- 1981年（昭和56年）4月14日：業務委託先が日本交通観光社から九鉄開発大分支社に変更[3]。
- 1984年（昭和59年）
  - 2月1日：荷物扱い廃止[4]。
  - 11月1日：無人化[5]。
- 1987年（昭和62年）4月1日：国鉄分割民営化により、JR九州の駅となる[4]。
- 1996年（平成8年）6月1日：宮崎総合鉄道事業部発足により、大分支社から鹿児島支社に移管。
- 2017年（平成29年）
  - 9月19日：平成29年台風18号により9月17日から運休[6]、臼杵駅 - 延岡駅間不通のため佐伯駅 - 延岡駅間で代行バス輸送を開始[7]。
  - 9月20日：市棚駅 - 延岡駅間運転再開（当駅のバス代行輸送終了）[8][9]。
- 2022年（令和4年）4月1日：宮崎支社の発足により、鹿児島支社から同支社へ移管[10]。

## 駅構造
島式ホーム1面2線を有する地上駅で、跨線橋を備える。島式ホーム幅が狭い構造のため、構内入口側の跨線橋階段の幅に比べホーム側の階段の幅が極端に狭まっており、乗降客同士の離合がしにくい構造となっている。
無人駅で駅舎はなく、かつて駅舎のあった場所にはトイレが設けられている。上下線共通の簡易な接近放送装置がある。

### のりば
| のりば | 路線      | 方向 | 行先           |
| ------ | --------- | ---- | -------------- |
| 1      | ■日豊本線 | 上り | 佐伯・大分方面 |
| 2      | ■日豊本線 | 下り | 延岡・宮崎方面 |

## 利用状況
近年の1日平均乗車人員は以下の通り。
| 年度   | 1日平均 乗車人員 |
| ------ | ---------------- |
| 1996年 | 22               |
| 1997年 | 25               |
| 1998年 | 30               |
| 1999年 | 27               |
| 2000年 | 20               |
| 2001年 | 20               |
| 2002年 | 16               |
| 2003年 | 13               |
| 2004年 | 14               |
| 2005年 | 16               |
| 2006年 | 20               |
| 2007年 | 20               |
| 2008年 | 21               |
| 2009年 | 15               |
| 2010年 | 15               |
| 2011年 | 16               |
| 2012年 | 21               |
| 2013年 | 21               |
| 2014年 | 23               |
| 2015年 | 24               |

## 駅周辺
- 延岡市役所北川総合支所（旧・北川町役場）
- 延岡市立北川中学校
- 延岡市立北川小学校
- 北川中央公民館
- 北川郵便局
- 国道10号
- 国道326号
- 宮崎交通「熊田」停留所 - 約500メートル。
- 北川 - 駅から西へ少し離れた所を流れる河川。
- 小川 - 駅に沿うように流れる河川。南側で北川と合流する。

## 隣の駅
九州旅客鉄道（JR九州）
■日豊本線
市棚駅 - 北川駅 - 日向長井駅